# APOBEC3G
APOBEC3G(apolipoprotein B mRNA editing enzyme, catalytic subunit 3G)는 APOBEC 단백질 슈퍼패밀리에 속하는 APOBEC3G 유전자에 의해 암호화된 인간 효소이다. 이 단백질 계열은 선천적 항바이러스 면역에서 중요한 역할을 하는 것으로 제안되었다. APOBEC3G는 단일 가닥 DNA 기질에서 시티딘의 유리딘으로의 탈아미노화를 촉매하는 시티딘 탈아미노효소 계열에 속한다. A3G의 C-말단 도메인은 촉매 활성을 제공하며, 여러 NMR 및 결정 구조는 기질 특이성과 촉매 활성을 설명한다.
APOBEC3G는 적절한 복제를 방해함으로써 레트로바이러스, 특히 HIV에 대해 선천적인 항레트로바이러스 면역 활동을 발휘한다. 그러나 HIV와 같은 렌티바이러스는 이러한 효과에 대응하기 위해 바이러스 감염 인자(Vif) 단백질을 진화시켰다. Vif는 APOBEC3G와 상호작용하고 프로테아좀 경로를 통해 APOBEC3G의 유비퀴틴화 및 분해를 유발한다. 반면, 거품 바이러스는 APOBEC3G의 세포질 용해도를 손상시키는 보조 단백질인 Bet(P89873)을 생성한다. 두 가지 억제 방식은 서로 다르지만 생체 내에서 서로 대체할 수 있다.